# Viktor Muckel
Viktor Karl Maria Muckel (* 22. Januar 1904 in Mönchengladbach; † (vor dem 27. Mai) 1981) war ein deutscher Jurist, NSDAP-Gauamtsleiter und Verlagsdirektor.

## Leben

### Herkunft und Werdegang vor 1933
Viktor Muckel war der Sohn des Fabrikanten Mathias Hubert Muckel und dessen Ehefrau Caroline, geborene Poos von Genabeck. Er besuchte das humanistische Gymnasium in Mönchengladbach und legte dort Ostern 1923 die Reifeprüfung ab. Anschließend absolvierte er eine Banklehre und durchlief eine Redaktions- und Verlagsausbildung. Ab 1927 studierte er Rechtswissenschaften an der Universität Köln und promovierte dort 1932 mit einer rechtshistorischen Studie zur Pressezensur zum Dr. jur. Zum 1. September 1932 trat Muckel in die NSDAP (Mitgliedsnummer 1.326.217) und im selben Jahr in die Reiter-SA ein. Er wurde nun hauptberuflich Schriftleiter in Rheydt bei der dort erscheinenden Lokalausgabe des NS-Kampfblattes Volksparole im Gau Düsseldorf,  dem Bergischen Beobachter; für die Düsseldorfer Zentralausgabe dieser NS-Zeitung hatte er schon vorher geschrieben.

### Zeit des Nationalsozialismus
Im Bergischen Beobachter zog Muckel am 30. Juni 1933 unter dem Titel Drei Jahre NS-Presse im Gau Düsseldorf eine Bilanz der NS-Pressearbeit vor der „Machtergreifung“ der Nationalsozialisten, wonach die eigentliche Leistung der NS-Pressearbeit bis 1933 darin bestanden habe, der „rote[n] Pest, aufgewühlt von jüdischen Profitjägern“ entgegenzutreten und mit der „Volksparole die Wahrheit in das deutsche Volk [zu] tragen“.
1934 gründete Muckel eine Familie. Er heiratete 1934 Margarete, geborene Hopf. Das Paar bekam einen Sohn.
1935 avancierte er zum Verlagsdirektor der nun in Rheinische Landeszeitung umbenannten Volksparole. Dort propagierte er in einem Artikel vom 2. April 1936, nationalsozialistische Zeitungen seien primär „keine wirtschaftlichen Unternehmen, sondern ein Instrument zur politischen Erziehung. Die Männer in diesem Verlage fühlen sich stets als politische Soldaten.“ Zudem fungierte er von 1936 an als dem Gauleiter Friedrich Karl Florian unterstellter „Gauamtsleiter ohne Amtsbereich“ in Düsseldorf.
1939 wurde er Soldat im Zweiten Weltkrieg, kehrte aber nach einer Verwundung noch im gleichen Jahr an die „Pressefront“ zurück. Nachdem das Verwaltungsamt des Reichsleiters für die Presse der NSDAP begonnen hatte, für die besetzten Gebiete deutschsprachige Zeitungen zu drucken, deren Abnehmer in erster Linie Wehrmacht, Besatzungsbehörden und deutsche Unternehmen vor Ort waren, erhielt Muckel konkrete Aufgaben in diesem Rahmen. Er hatte die Gründung der Brüsseler Zeitung (1940) und der Pariser Zeitung (1941) zu bewerkstelligen. 1943 wurde er Direktor der Dechenne Vertriebs AG in Brüssel, ehe er kurz vor Kriegsende wieder bei der Düsseldorfer Rheinischen Landeszeitung tätig war.

### Nachkriegszeit
Nach Kriegsende wurde Muckel ohne berufliche Einschränkungen entnazifiziert. Die Spruchkammer Düsseldorf kam aufgrund diverser „Persilscheine“ und der Vernehmung Muckels am 17. August 1949 zu dem Schluss, dass dieser „aktivistisch nicht hervorgetreten“ sei. Besonders günstig für Muckel war eine Erklärung der ehemaligen Verlagssekretärin der Brüsseler Zeitung, die ihm bescheinigte, er habe sie trotz seines Wissens um ihre jüdische Herkunft beschäftigt. Wie der Anzeigenchef der Frankfurter Allgemeinen Zeitung (FAZ), Erwin Finkenzeller, trat Muckel auf Vorschlag des FAZ-Gründers Erich Welter in die Führungsebene dieser Zeitung ein. Während Finkenzeller für das Anzeigengeschäft zuständig war, übernahm Muckel die Bereiche Vertrieb und Werbung, zunächst als „selbständiger Verlagsberater“, dann als einer der Verlagsdirektoren.
Seine erste Ehefrau Margarete starb 1959. Seine zweite Ehefrau Charlotte, geborene Huf, ehelichte er 1965.
Muckel ist der Erfinder des langlebigsten und bekanntesten Werbeslogans der FAZ „Dahinter steckt immer ein kluger Kopf“. Dieser Spruch war schon 1964 der prägende Werbeslogan der FAZ, als sie zum ersten Mal die konkurrierende Tageszeitung Die Welt an Auflage übertraf.
Anlässlich Muckels Tod 1981 bezeichnete ihn die FAZ in einem Nachruf vom 27. Mai 1981 als eine jener kaufmännisch-unternehmerischen Persönlichkeiten, „die stark aus der Intuition leben, die mit sicherem Gespür für Gegenwärtiges und Kommendes ihre Entscheidungen vorbereiten und treffen“.

## Schriften
- Die Entwicklung der Zensur in Köln. Triltsch, Würzburg 1932 (= Universität Köln, Rechtswissenschaftliche Dissertation).